# Ericabatrachus baleensis
Ericabatrachus baleensis är en groddjursart som beskrevs av Malcolm Largen 1991. Ericabatrachus baleensis ingår i släktet Ericabatrachus och familjen Pyxicephalidae. IUCN kategoriserar arten globalt som starkt hotad. Inga underarter finns listade i Catalogue of Life.